# Elizabeth Andrews
Elizabeth Andrews, rodným jménem Elizabeth Smith, (1882 – 1960) byla velšská spisovatelka a politička, členka Labouristické strany. Narodila se do hornické rodiny ve vesnici Hirwaun na jihu Walesu. Měla deset sourozenců, z nich dva zemřeli již v dětství. Bojovala také za zlepšení sociálních podmínek. Roku 1939 byla v Rhonddě díky její kampani otevřena první velšská mateřská škola. Roku 1948 byla oceněna Řádem britského impéria. V roce 1952 vydala knihu A Woman's Work is Never Done. V roce 2004 se umístila na sté příčce soutěže 100 velšských hrdinů.